# Carhaix-Plouguer
Carhaix-Plouguer (Karaez-Plougêr trong Breton) là một xã của tỉnh Finistère, thuộc vùng Bretagne, miền tây bắc Pháp.

## Dân số
Người dân ở Carhaix-Plouguer được gọi là Carhaisiens.